# Stanisław Baranowski (altarysta)
Stanisław Baranowski  herbu Ostoja (zm. po 1531 r.) – pleban w Modrzu, altarysta w katedrze poznańskiej.

## Życiorys

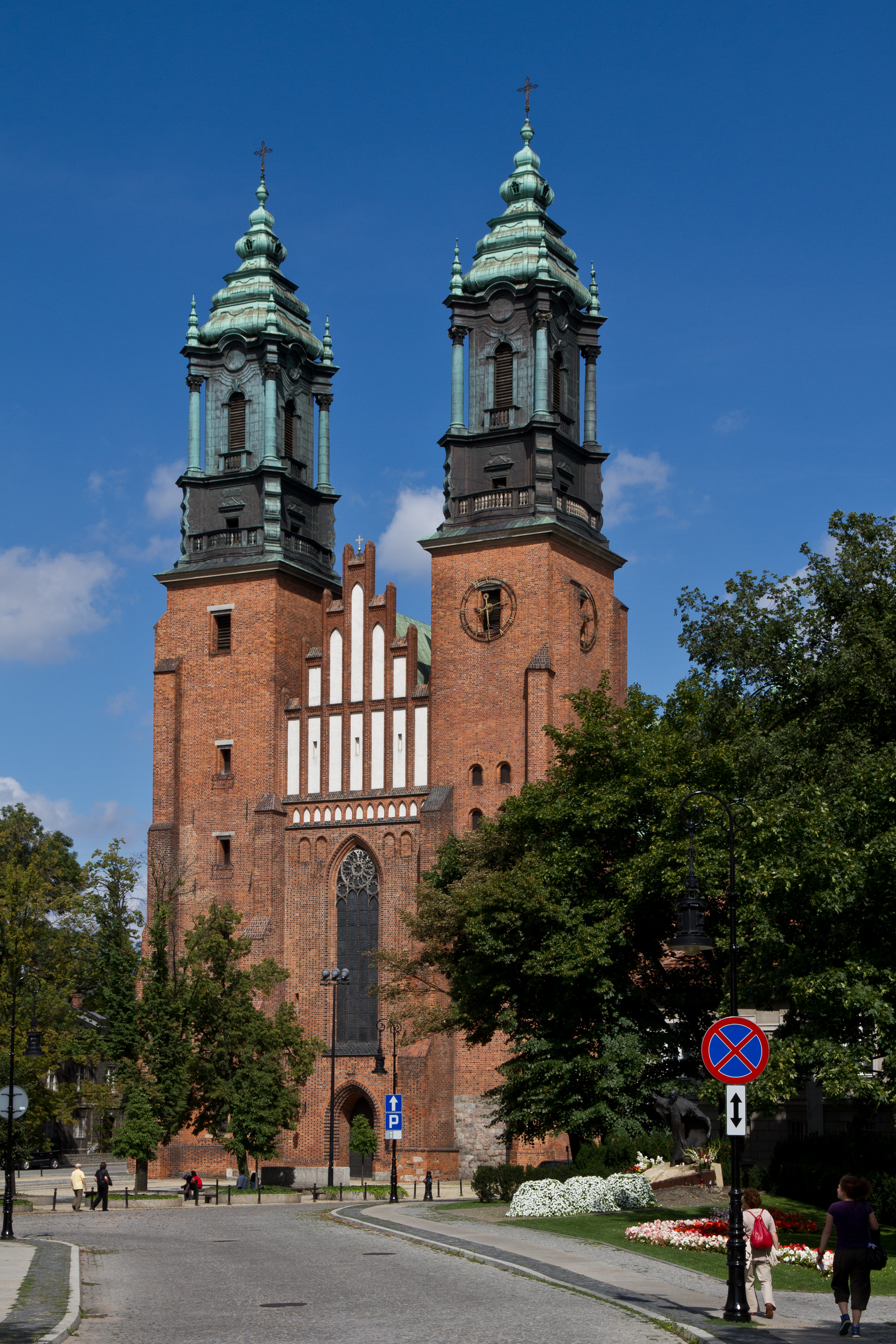
Katedra w Poznaniu (obecnie archikatedra)

Stanisław Baranowski (czasem Jerzykowski, Irzykowski, z Jerzykowa) w latach 1519-1531 był altarystą w katedrze poznańskiej. Należał on do rodziny Baranowskich lub Jerzykowskich herbu Ostoja z Baranowa koło Mosiny. O tej rodzinie wspomniał Bartosz Paprocki. W roku 1527 Stanisław Baranowski zawarł umowę z Marcinem Święcickim plebanem w Modrzu, kanonikiem poznańskim o zamianie beneficjów. Na podstawie tej zamiany Święcicki miał otrzymywać pensję 12 grzywien rocznie z dochodów kościoła parafialnego w Modrzu. Możliwe, że tego roku Baranowski objął urząd plebana w Modrzu.